# Saligny (Constanța)
Pour l’article homonyme, voir Saligny.
Saligny est une commune dans le județ de Constanța, dans la région de Dobroudja, en Roumanie. Le nom de la localité vient de l'ingénieur roumain Anghel Saligny (1854-1925). Dans le passé, la ville s'appelait Aziza / Azizia.
La commune comprend trois villages : 
- Saligny (précédemment nommé Aziza ou Azizia)[1] - nommé d'après l'ingénieur roumain dont le père était d'origine française Anghel Saligny
- Făclia (nommé jusqu'en 1925 Facria)[1]
- Ștefan cel Mare (précédemment nommé Bazaschioi)[1] - nommé d'après le prince moldave Étienne III le Grand.

Au recensement de 2011, Saligny avait une population de 2091 habitants (2086  Roumains et 5 autres)

## Industrie
L'Agence nucléaire pour les déchets radioactifs (ANDR) a réalisé des études en vue d'un enfouissement des déchets radioactifs dans le village de Saligny.